# Rai Benjamin
Rai Benjamin (* 27. Juli 1997 in Mount Vernon, New York) ist ein US-amerikanischer Hürdenläufer und Sprinter, der sich auf die 400 Meter und 400 Meter Hürden spezialisiert hat. Er ist mit einer persönlichen Bestzeit von 46,17 s der zweitschnellste Mann der Geschichte im 400-Meter-Hürdenlauf.
Benjamin wurde in New York als Sohn von Eltern aus Antigua und Barbuda geboren. Wie sein Vater Winston spielte er in der Jugend Cricket, wechselte aber dann zur Leichtathletik. Bei den Leichtathletik-Jugendweltmeisterschaften 2013 und den World Relays 2015 startete er für Antigua und Barbuda. Seit Oktober 2018 ist er für die USA startberechtigt.
Im College lief Benjamin für die UCLA Bruins und dann für die USC Trojans, wo er Anfang 2018 zu der Mannschaft gehörte, die mit einer Zeit von 3:00,77 min die Weltbestzeit in der 4-mal-400-Meter-Hallenstaffel erzielte. Damals war seine Staffel-Splitzeit von 44,35 s die schnellste, die je in einem Hallenrennen gemessen wurde. Im Juni desselben Jahres trug er auch dazu bei, den NCAA-Rekord in der gleichen Disziplin, aber im Freien, mit 2:59,00 min aufzustellen, und lief außerdem das damals zweitschnellste 400-Meter-Hürdenrennen aller Zeiten in 47,02 s. Nachdem er im Juni 2018 einen Athletenvertrag beim Sportausrüster Nike unterschrieben hatte, startete er in Paris und Lausanne erstmals als Profi. Über 200 Meter steigerte er dabei seine Bestleistung auf 19,99 s.
2019 konzentrierte Benjamin sich auf den 400-Meter-Hürdenlauf. Er holte zwei Siege in der Diamond League in Palo Alto und Rom, in  Shanghai musste er sich Abderrahman Samba, in Zürich Karsten Warholm geschlagen geben. Beim dortigen Finale der Diamond League blieb er mit 46,98 s erstmals unter der 47-Sekunden-Marke. Durch seinen Sieg bei den US-Meisterschaften qualifizierte er sich für seine ersten Weltmeisterschaften. Bei diesen gewann er über 400 Meter Hürden in 47,66 s hinter Warholm die Silbermedaille. Mit der 4-mal-400-Meter-Staffel gewann er Gold.
Bei den U.S. Olympic Trials 2020 lief er am 26. Juni 2021 mit 46,83 s auf fünf Hundertstelsekunden an den von Kevin Young gehaltenen Weltrekord heran, ehe Warholm diesen fünf Tage später auf 46,70 s verbesserte. Am 3. August 2021 lief Benjamin bei den wegen der COVID-19-Pandemie verschobenen Olympischen Sommerspielen 2020 in Tokio hinter Warholm, der nach 45,94 s ins Ziel kam, zu Silber und mit 46,17 s die zweitschnellste jemals über die 400 Meter Hürden gelaufene Zeit. Mit der 4-mal-400-Meter-Staffel gewann er als Schlussläufer die Goldmedaille.
Bei den Weltmeisterschaften 2023 in Budapest eroberte er die Bronzemedaille im 400-Meter-Hürdenlauf.
Bei den Olympischen Spielen 2024 in Paris in 46,46 s die Goldmedaille über 400 Meter Hürden. Zudem gewann er mit der 4-mal-400-Meter-Staffel in 2:54,43 min und olympischem Rekord.